# Un siècle d'amour
Pour plus de détails, voir Fiche technique et Distribution.
Un siècle d'amour (Cento anni d'amore) est un film à sketches italien réalisé par Lionello De Felice et sorti en 1954.
Le film est divisé en six épisodes, certains comiques, d'autres dramatiques, sur six aspects de l'amour, de la proclamation du royaume d'Italie le 17 mars 1861 au début des années 1950.

## Synopsis
Amour, amour (Garibaldina)

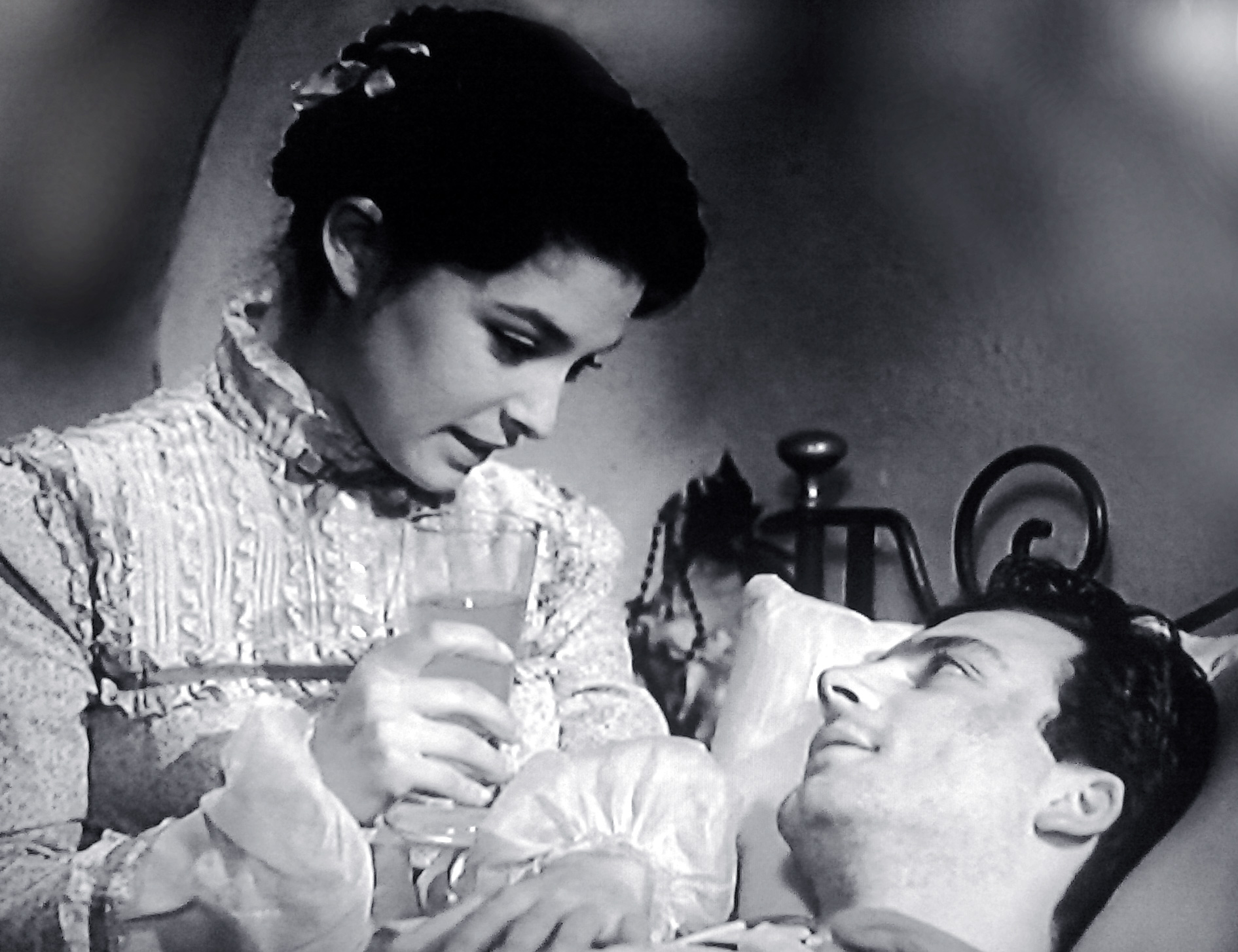
Irene Galter et Franco Interlenghi

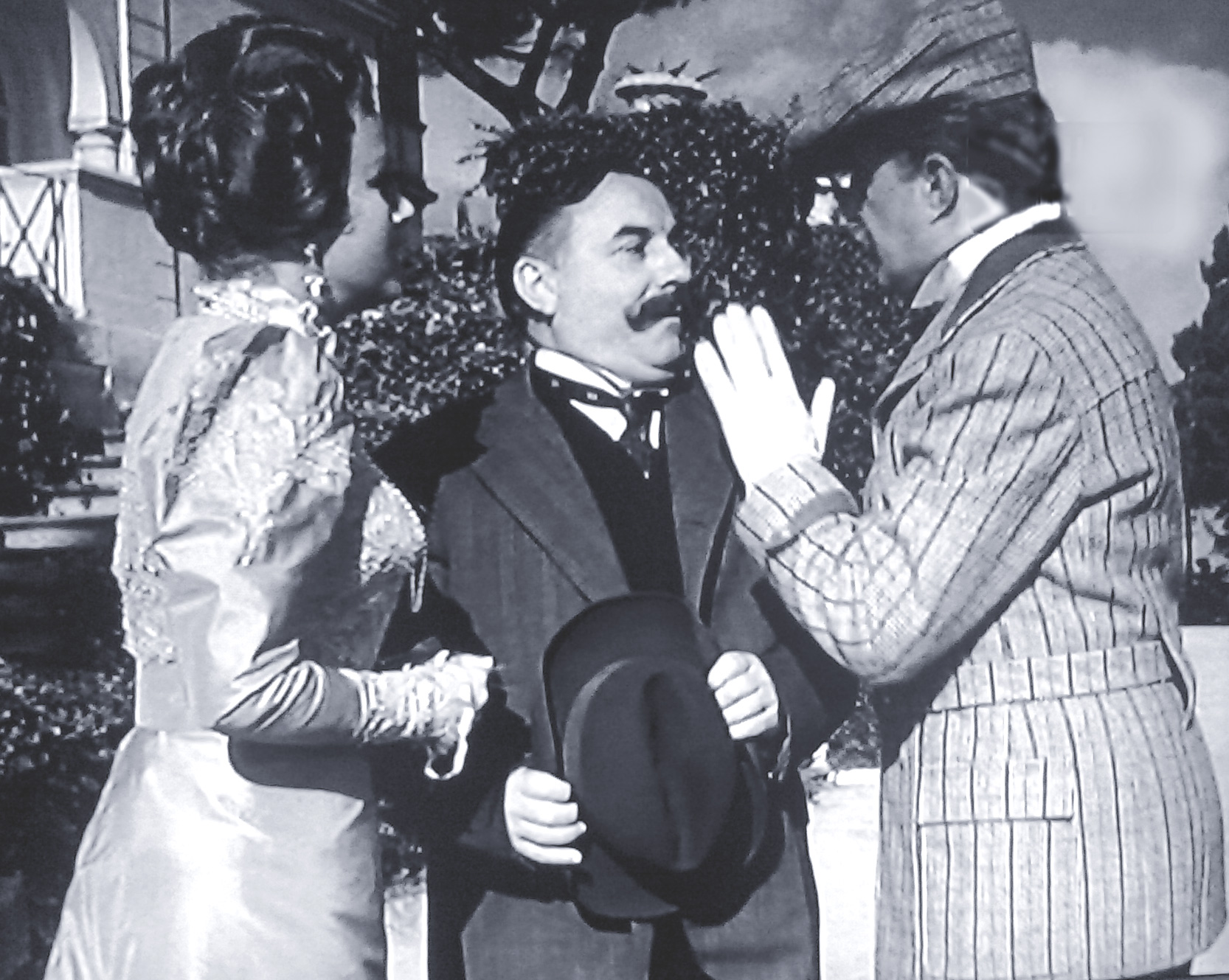
Nadia Gray, Carlo Campanini et Vittorio de Sica

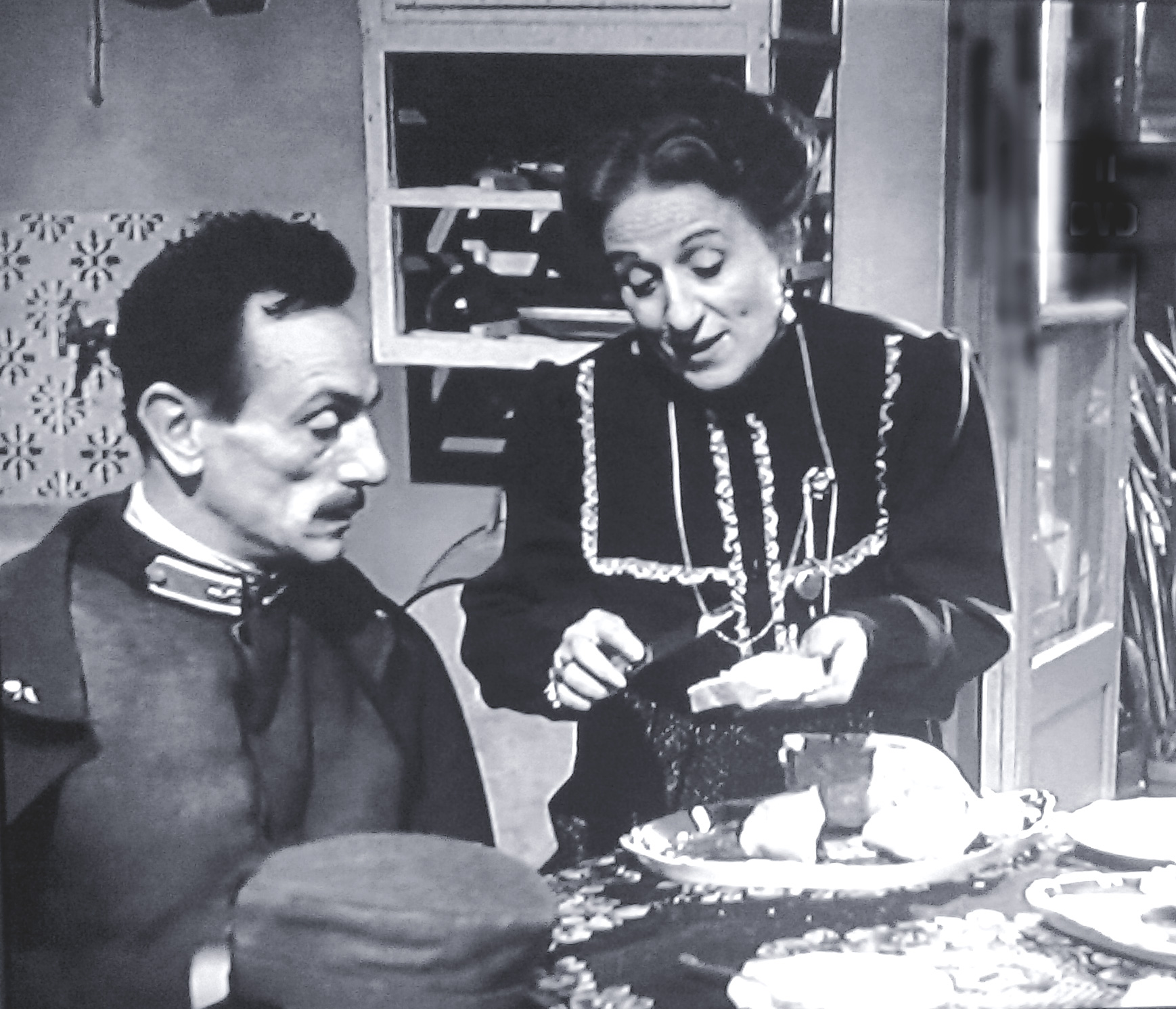
Eduardo et Titina De Filippo

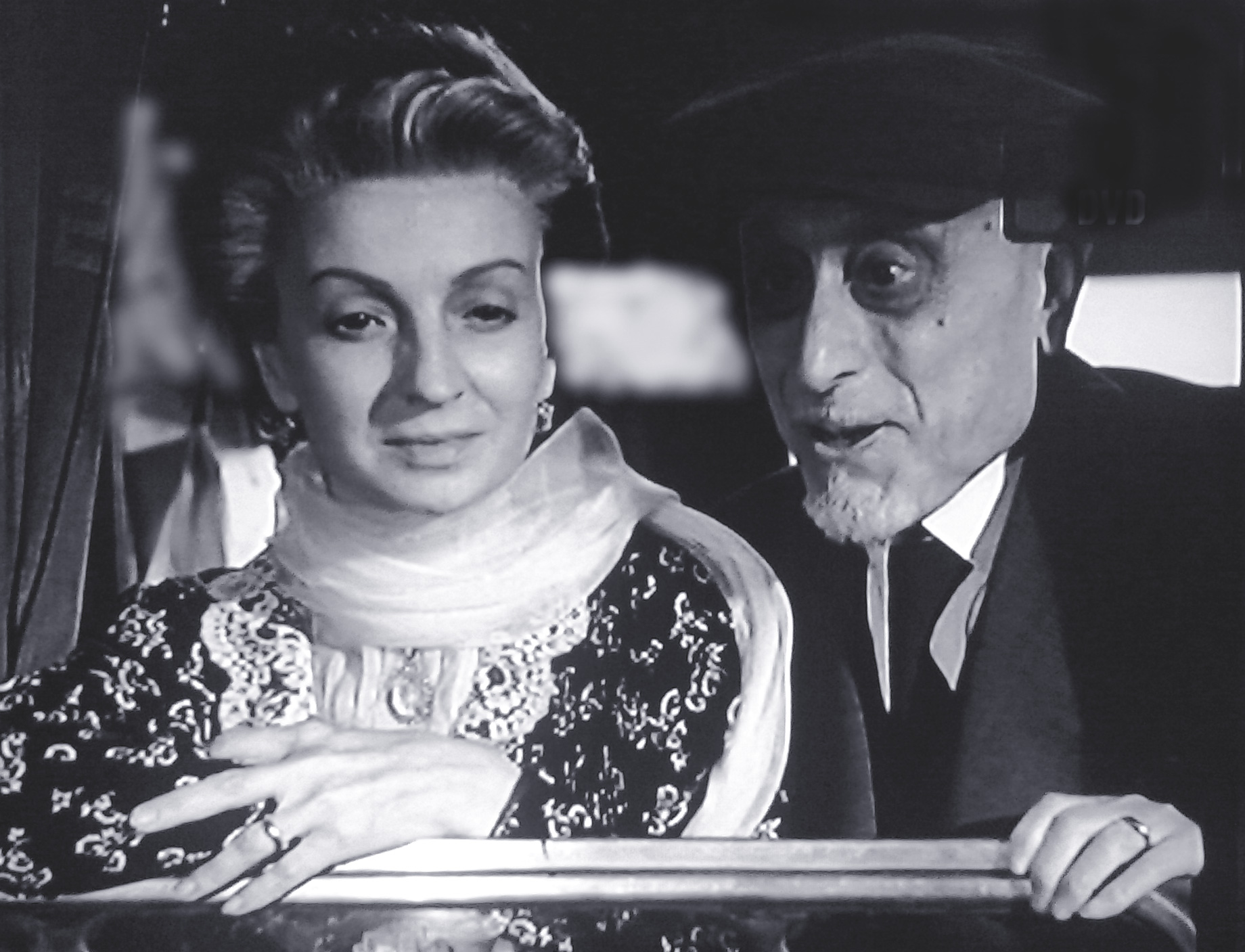
Rina Morelli et Ernesto Almirante

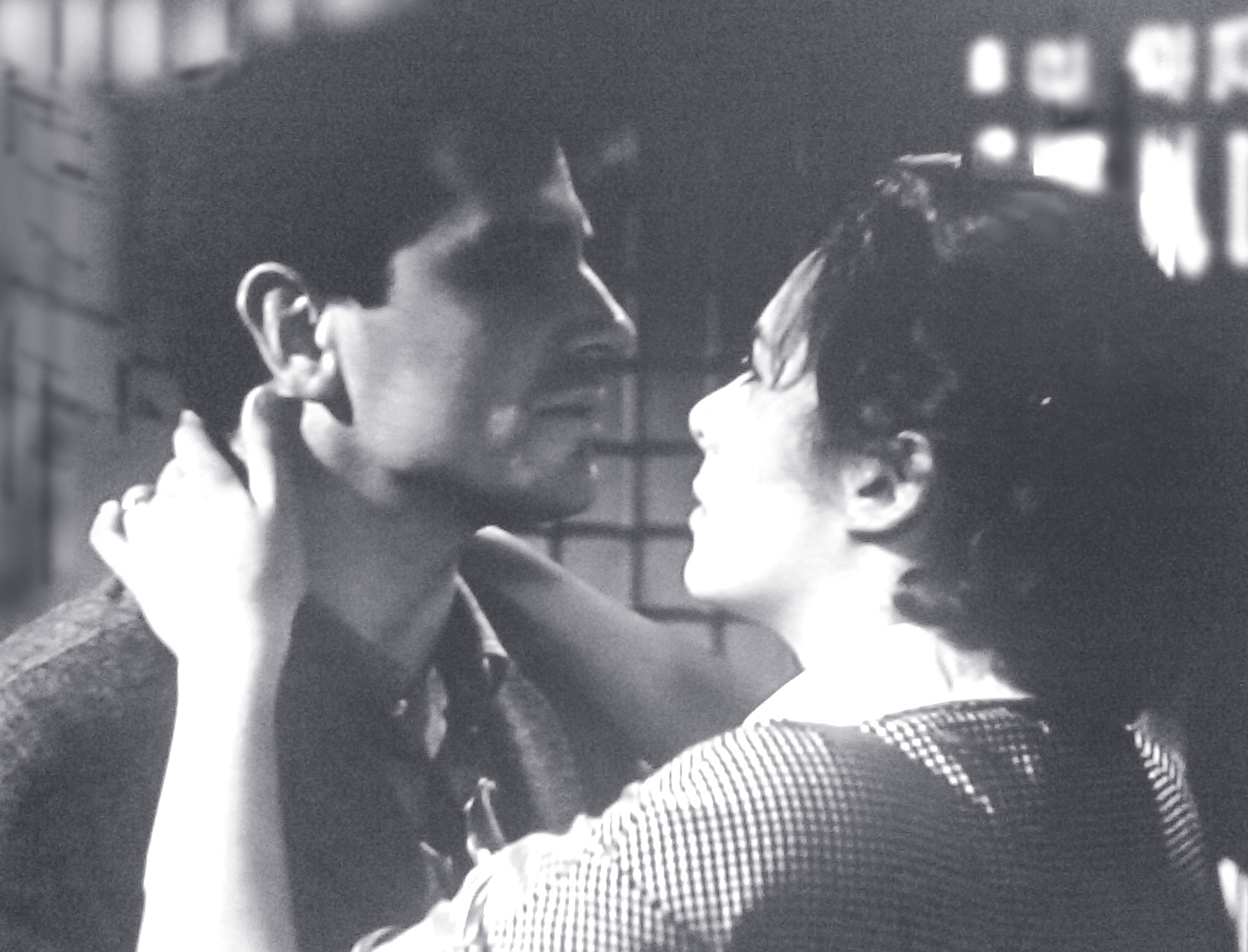
Gabriele Ferzetti et Myriam Bru

Jacques Sernas, Maurice Chevalier et Alba Arnova

En 1867, lors de la bataille de Monterotondo, deux chemises rouges installent un guet dans le presbytère de Don Pietro, le curé du village, qui est viscéralement anti-Garibaldien. Sa nièce Maria, âgée de 17 ans, éprouve en revanche une passion non avouée pour Garibaldi. Lorsque le plus jeune des deux Garibaldini, fils lombard d'un homme tué lors de la Calatafimi, est gravement blessé et soigné par le vétérinaire local, Maria s'en occupe tendrement et l'amour naît entre les deux jeunes gens, à tel point que Rico demande à Don Pietro s'il peut épouser Maria. Ainsi, lorsque les troupes papales reconquerront Monterotondo, le curé, par affection pour Maria et malgré ses idées, sauvera les deux garibaldiens en leur indiquant un passage secret.
À la belle époque (Pendolin)

Rome, 1895. Le duc Del Bagno, grand amoureux, a loué un appartement sous un faux nom afin de rencontrer clandestinement sa maîtresse, Muriella. En apprenant que le duc courtise une autre femme, Muriella va le voir pour lui faire une scène. A l'issue de cette rencontre, Muriella perd le billet d'une loterie de charité à laquelle elle était censée participer. Le billet est trouvé par le portier Pendolin, un ancien sergent diligent et droit de l'armée piémontaise, qui cherche Muriella pour lui rendre le billet. Cela déclenche une série d'événements qui révèle presque la liaison de Muriella à son mari qui ne se doute de rien. Finalement, alors que les deux amants semblent sur le point d'être découverts, le duc parvient à faire en sorte que Pendolin s'éloigne et s'installe à la campagne, sauvant ainsi la réputation de Muriella, et les deux amants peuvent reprendre leur liaison.
La Lettre d'amour (Purificazione)

1917. Pendant la Grande Guerre, le soldat Vincenzo se rend chez Ester lors d'une permission pour lui remettre une lettre d'amour écrite par le lieutenant Serpari. Vincenzo était l'infirmier de Serpari, qui est tombé vaillamment en tentant de sauver un soldat blessé. Vincenzo parle d'abord à la tante d'Ester, puis à un voisin et enfin à Ester elle-même et se rend compte que la réalité n'est pas celle qui lui avait conté le lieutenant. Il se trouve en effet qu'Ester est entretenue par un homme riche, qu'elle mène une vie dissolue et qu'elle se souvient à peine de l'officier, dont elle a régulièrement brûlé les lettres. Vincenzo se rend compte qu'elle n'est pas digne de la passion que le lieutenant ressentait pour elle et décide de ne pas remettre la dernière lettre d'amour de Serpari. Il retourne ensuite au front.
Cinquante ans d'amour (Nozzo d'oro)

1938. Deux vieux couples italiens, qui vivent en Suisse depuis leur mariage cinquante ans plus tôt, retournent à Milan où ils avaient passé leur lune de miel. Mais la ville qu'ils trouvent, submergée par la rhétorique du fascisme, n'est plus celle de leurs souvenirs nostalgiques. Déjà à la frontière, ils se font réprimander parce qu'ils ne résident pas en Italie. Puis à la gare, ils se heurtent à une cérémonie fasciste et sont écartés. Ils tentent de rejoindre l'hôtel de leur lune de miel, mais la ville est bloquée par une bruyante manifestation du régime. Ils ont une confrontation verbale avec un hiérarque et sont donc arrêtés et emmenés au poste de police, où ce n'est que grâce à la compréhension d'un inspecteur désabusé qu'ils sont relâchés. Et lorsqu'ils découvrent enfin que "leur" hôtel a été démoli, ils décident de rentrer directement en Suisse.
Les Dix Dernières Minutes (Gli ultimi dieci minuti)

1944. Carlo est un partisan qui a été condamné à mort. Peu avant son exécution, ses geôliers permettent à sa femme Anna de le rencontrer pour la dernière fois. Elle tente de lui faire révéler les noms de ses camarades, ce qui lui sauverait la vie. Carlo se rend compte que cette dernière visite a été accordée précisément dans l'espoir que l'émotion ressentie à la vue de sa femme l'incitera à céder et à dire ce qu'il sait. Mais, malgré les supplications désespérées d'Anna, qui lui rappelle ses enfants, Carlo refuse cette possibilité et va donc jusqu'à la mort pour se conformer à son idéal.
Amour 1954 (Amore 1954)

1954. Lucia veut divorcer de Roberto, son mari. Massimo, le père de la jeune femme, n'est pas d'accord avec cette décision, mais il sait aussi que toute intervention de sa part pour la dissuader serait rejetée. Il pense à une stratégie alternative et organise, à l'insu de sa fille et de son gendre, une fête de "séparation" à laquelle il invite les amants du couple, dont l'Américaine Margaret, la nouvelle "flamme" de Roberto. La fête est une surprise qui bouleverse le couple, surtout lorsque les invités sont invités à reprendre tous les cadeaux qu'ils avaient offerts lors du mariage. Mais au fil du temps, ils semblent redécouvrir l'affection qui les unissait et, finalement, ils décident de ne plus se séparer. Margaret se consolera en devenant la maîtresse de Massimo.

## Fiche technique
- Titre français : Un siècle d'amour[1]
- Titre original italien : Cento anni d'amore[2]
- Réalisateur : Lionello De Felice
- Scénario : Guido Gozzano (Amour, amour), Gabriele D'Annunzio (À la belle époque), Guido Rocca (La Lettre d'amour), Marino Moretti (50 ans d'amour), Alba de Céspedes et Lionello De Felice (Les Dix Dernières Minutes), Oreste Biancoli (Amour 1954)
- Photographie : Aldo Tonti
- Montage : Mario Serandrei
- Musique : Nino Rota (Amour, amour, À la belle époque), Teo Usuelli (Cinquante ans d'amour, La Lettre d'amour), Mario Nascimbene (Les Dix Dernières Minutes, Amour 1954)
- Décors : Franco Lolli, Ottorino Volpi
- Maquillage : Euclide Santoli
- Production : Elio Scardamaglia
- Société de production : Società Italiana Cines
- Pays de production :  Italie
- Langue originale : italien
- Format : Noir et blanc - 1,37:1 - Son mono - 35 mm
- Durée : 116 minutes
- Genre : Comédie dramatique
- Dates de sortie :
  - Italie : 25 février 1954
  - France : 25 janvier 1956[1]

## Distribution
Amour, amour (Garibaldina)
- Aldo Fabrizi : Don Pietro
- Irene Galter : Maria
- Franco Interlenghi : Rico
- Carlo Ninchi : sous-officier garibaldien.
- Nietta Zocchi : Nunziata
- Turi Pandolfini : vétérinaire de Monterotondo
- Nico Pepe : officier des troupes papales
- Oscar Andriani : commandant garibaldien.

À la belle époque (Pendolin)
- Vittorio De Sica : Duc Giovanni Del Bagno
- Nadia Gray : Muriella di Lucoli
- Carlo Campanini : Pendolin
- Luigi Cimara : Ubaldo di Lucoli
- Margherita Bossi Nicosia : Mme Adèle
- Eduardo Passarelli : directeur de la loterie de charité
- Franco Scandurra (en) : ami du duc
- Alberto Plebani : Gaspare

La Lettre d'amour (Purificazione)
- Eduardo De Filippo : Vincenzo Pagliero
- Angiola Faranda : Ester Fiorelli
- Titina De Filippo : Tante Matilde
- Giulietta Masina : directrice de l'école.

Cinquante ans d'amour (Nozzo d'oro)
- Rina Morelli : Maria Boggi
- Ernesto Almirante : Antonio Bianchi
- Virgilio Riento : commissaire de P.S.
- Nino Pavese : agent des douanes

Les Dix Dernières Minutes (Gli ultimi dieci minuti)
- Gabriele Ferzetti : Carlo
- Myriam Bru : Anna

Amour 1954 (Amore 1954)
- Maurice Chevalier : Massimo
- Alba Arnova : Lucia
- Jacques Sernas : Roberto
- Xenia Valderi : Margaret
- Laura Gore : l'amie de Lucia.
- Ferdinando Cappabianca : Sergio
- Emilio Petacci : Vincenzo

## Production
Le film a été tourné de septembre à décembre 1953 à Cinecittà. Initialement, sept épisodes étaient prévus, mais l'un d'entre eux (Lisa, basé sur une histoire de Carlo Dossi) a été exclu pour éviter une longueur excessive du film. De nombreux acteurs populaires et de nombreux scénaristes ont participé au film. Au générique, ils sont crédités de manière cumulative, sans indiquer sur lequel des épisodes ils ont travaillé. Chaque épisode est lié à une période particulière de l'histoire italienne, de manière à couvrir idéalement près d'un siècle. Le générique ne comporte pas d'informations sur le doublage des acteurs étrangers.

## Exploitation
Malgré la présence d'un grand nombre d'acteurs et d'actrices connus et populaires, Un siècle d'amour n'a pas été bien accueilli par le public et les recettes n'ont pas été élevés, s'arrêtant à environ 237 millions de lires italiennes à l'époque. Sur la base de ce résultat, le film n'a pas réussi à se classer parmi les films les plus rentables, parmi les 145 films de production italienne sortis en 1954, bien qu'il ait fait beaucoup mieux que son quasi contemporain L'Amour à la ville, également un film à sketches, réalisé par des grands noms tels que Fellini, Antonioni ou Lattuada, et qui n'a rapporté que 128 millions.

### Accueil critique
Le bimensuel Cinema n'a pas été tendre avec le film, après avoir rappelé qu'Un siècle d'amour fait partie de la série de films à sketches inaugurée en 1952 par Blasetti avec Heureuse Époque, il définit le film comme « beaucoup de bruit pour rien. Des dizaines d'acteurs, dont beaucoup sont prestigieux, une cohorte de scénaristes et une foule d'autres collaborateurs estimés ont été mobilisés pour obtenir un résultat que définir comme inégal serait trop généreux. Une fois de plus, il s'agit d'un film désinvolte, alignant des prétextes tirés, sans trop de finesse, de la littérature de seconde ou troisième zone. De Felice avait auparavant montré une certaine maestria. Il serait temps de chercher de meilleures opportunités pour l'affiner ».
Moins critique est l'évaluation de La Stampa selon laquelle « épisode par épisode le qualité est presque toujours au rendez-vous. Le film n'est pas seulement précis, mais soutenu, fervent, et l'esprit se plaît à le débloquer et à le parcourir dans toutes ses parties, sauf peut-être la dernière qui sous la surface élégante, est plutôt vulgaire », tandis que, selon La rivista del cinematografo « le scénario qui constitue le point de départ du film aurait pu offrir une opportunité beaucoup plus heureuse à un auteur au talent authentique [mais] De Felice s'est limité à exploiter les suggestions les plus faciles. Le résultat est un film correct et parfois agréable, mais anonyme d'un point de vue stylistique ».